# Escadaria Selarón

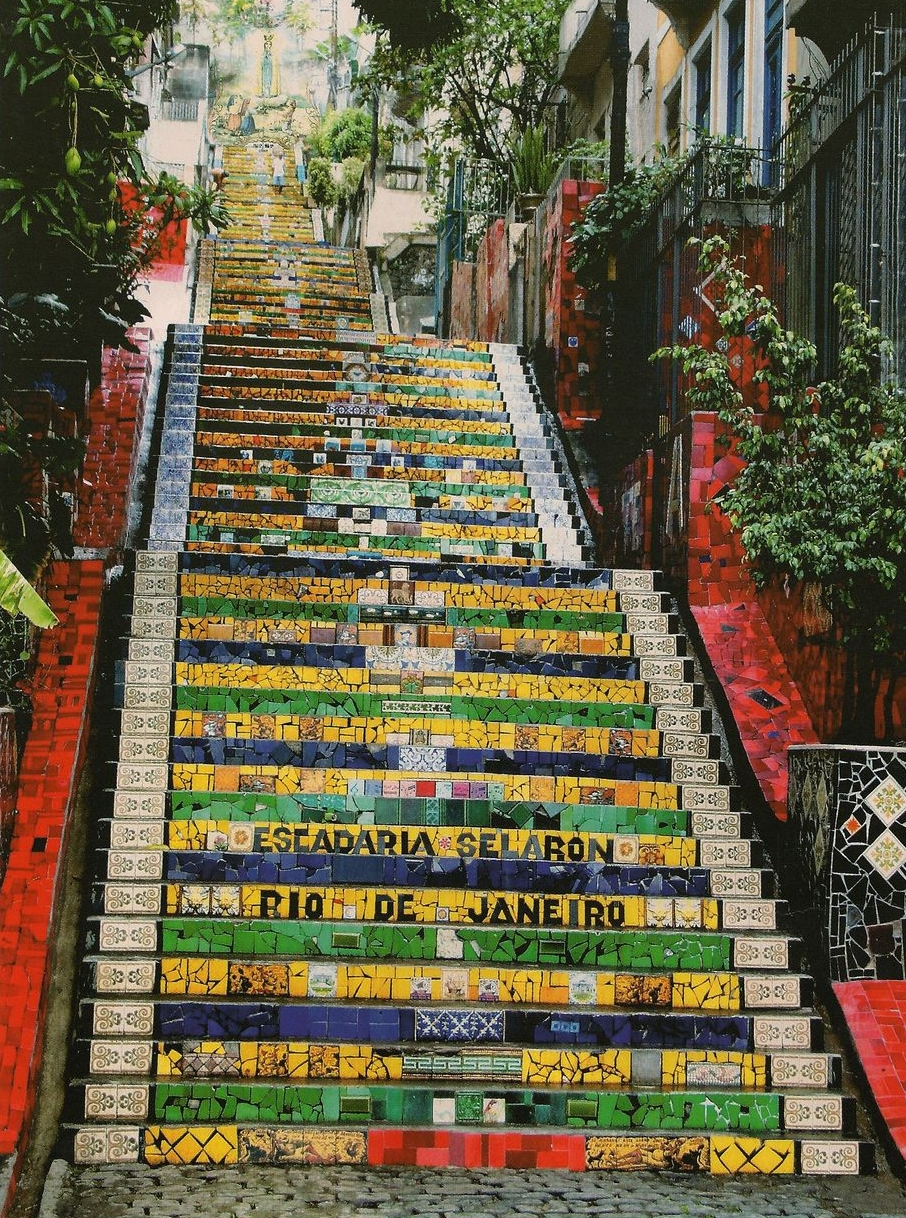
De Escadaria

De Escadaria Selarón bestaat uit een aantal trappen in de Braziliaanse stad Rio de Janeiro. Deze verbinden de wijk Lapa met de hoger gelegen wijk Santa Teresa. De verzameling trappen bestaan uit 215 tredes en heeft bij elkaar een lengte van 125 meter.
De trappen zijn door de Chileense kunstenaar Jorge Selarón bedekt met een mozaïek van gekleurde tegels en zijn volgens hem "een ode aan het Braziliaanse volk". Het huis van Selarón lag direct langs de trappen en hij begon in 1990 met zijn levenswerk, tot aan zijn dood  zou hij aan dit project blijven werken. In eerste instantie gebruikte Selarón restmaterialen en overblijfselen die hij in de straten van Rio kon vinden. Later kreeg hij vele tegels gedoneerd van bezoekers van over de gehele wereld. Een veelvuldig terugkerend motief op de door hem met de hand beschilderde tegels is een zwangere Afrikaanse vrouw. Hier heeft hij nooit echt een verklaring voor gegeven, behalve dat het te maken had met een "persoonlijk probleem uit het verleden".
In 2005 werden de trappen erkend als cultureel erfgoed van de stad en groeide het uit tot een van de een populairste toeristische attractie van de gehele staat Rio de Janeiro. Problemen voor de trappen zijn het verval en het beperkte tot geen onderhoud aan het tegelwerk. Daarnaast liggen de trappen in een wijk die te maken heeft heeft met sociale problemen en bekend staat als 'onveilig'.
De trappen komen regelmatig voor in onder andere reclame-uitingen, muziekvideo's en documentaires. In 2009 werden de trappen door Rio de Janeiro gebruikt in hun videopresentatie ter ondersteuning van hun kandidatuur voor de Olympische Zomerspelen in 2016.
Op 10 januari 2013 werd Selarón dood gevonden op de door hem zelf betegelde trappen.

## Galerij

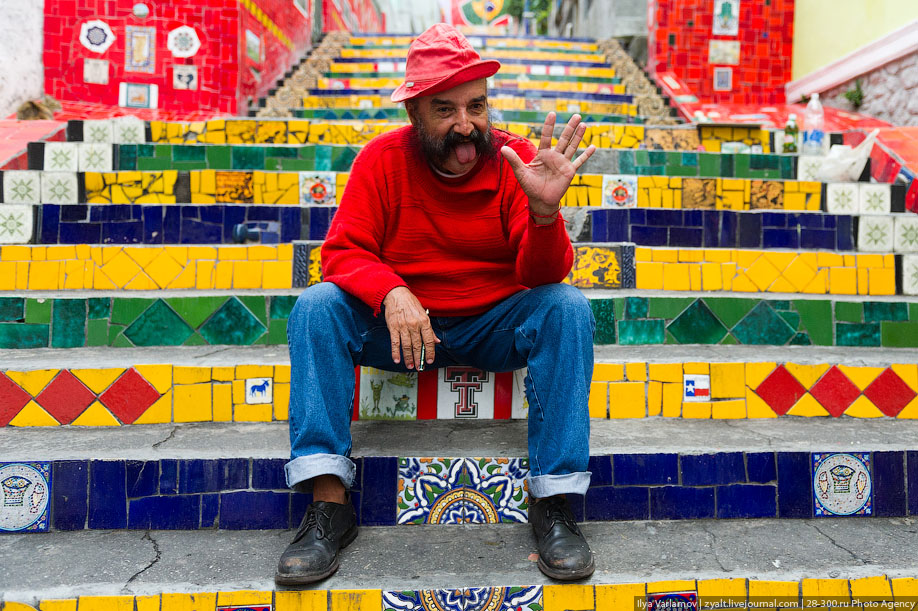
Jorge Selarón zittend op "zijn" trap in 2011
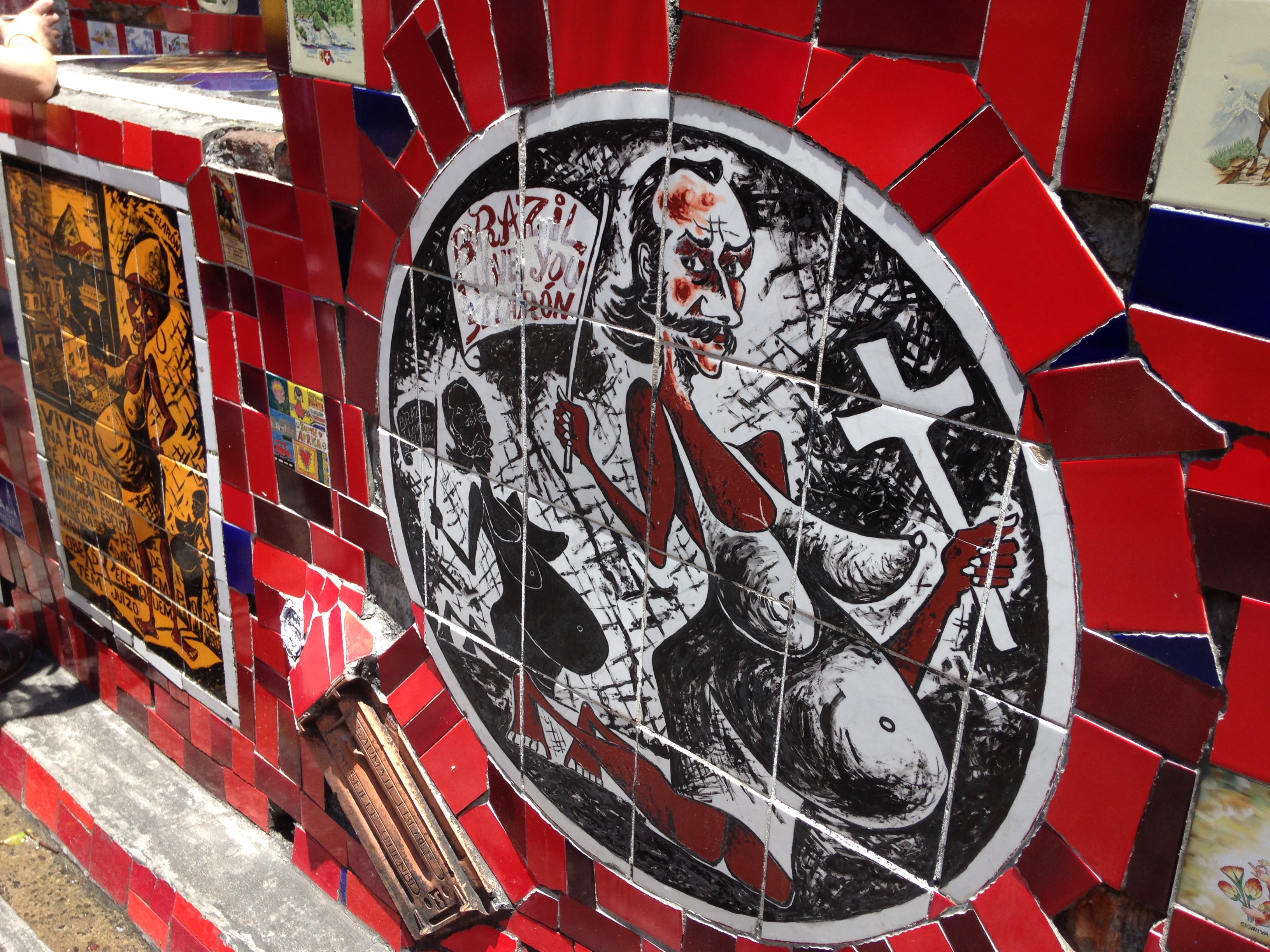